# Bruce Venture
Garrett Don Couto, més conegut pel seu nom artístic Bruce Venture (13 de novembre de 1985), és un actor pornogràfic nord-americà.
En diverses ocasions ha esmentat que el nom de Bruce se'l va posar pel seu antic gos i també per Bruce Lee, ja que Venture és fan seu. En canvi, Venture es el nom de l'escola de quan era adolescent.
Després del seu debut en la indústria de la pornografia a l'abril de 2010, amb la companyia Kink, va ser reconegut pel seu estil de seducció apassionat però agressiu en la indústria de l'entreteniment pornogràfic. Això va provocar que més actors s'inspiressin en aquest estil, reestructurant parcialment la indústria del porno occidental. Ràpidament va firmar contractes per a empreses com 21Sextury, Bang Bros, Brazzers, Digital Playground, Evil Angel, Fame Digitals, Hustler Video, Kink.com, Lethal Hardcore, Mega Site Pass, Naughty America, New Sensations, Penthouse, Porn Pros, Premium Pass, Puba, Reality Kings, Vivid Entertainment i més.
El 2013, va protagonitzar la seva primera pel·lícula monogràfica titulada Bruce Venture has a Big Dick de la productora Digital Sin.
Desde que va començar en la indústria del porno el 2010, ha gravat més de 300 vídeos.

## Nominacions de premis
- 2012 Premis AVN @– Millor Actor Masculí[3]
- 2012 Premis XRCO @– Nou Semental[4]
- 2013 Premis AVN @– Intérpret Masculí de l'any[5]
- 2013 Premis XBIZ @– Millor Escena – Vignette Liberación (My Sister’s Hot Friend 25) amb Jessie Voltio[6]
- 2014 Premis AVN @– Millor Escena de Noi/Noia (La Innocència de Juventud 5) amb Adriana Chechik[7]
- 2015 Premis XBIZ @– Millor Escena – (Puro Vol. 1, Airerose Diversión) amb Kacy Camino[8]
- 2015 Premis AVN @– Escena de Noi/Noia (Silueta, Pel·lícules de Nuvies) amb A.J. Applegate[9]